# Supercopa Sudamericana 1988
La Supercopa Sudamericana 1988 fue la primera edición del torneo de clubes de América del Sur que reunía a todos los equipos campeones de la Copa Libertadores de América, organizado por la Confederación Sudamericana de Fútbol.
El campeón fue Racing Club de Argentina, que en la final superó a Cruzeiro de Brasil. De esta forma, se transformó en el primer equipo en obtener el certamen y además se consagró invicto del torneo.
Gracias al título obtenido, disputó la Recopa Sudamericana 1989 ante Nacional de Uruguay, campeón de la Copa Libertadores 1988. Además, jugó la Supercopa Interamericana contra el Club Sport Herediano de Costa Rica, vencedor de la Copa Camel de 1988.

## Formato
El torneo se desarrolló en un formato plenamente eliminatorio, en cuatro rondas desde los octavos hasta la final. Como la cantidad de participantes no permitía elaborar completamente el cuadro, algunos equipos se vieron favorecidos con clasificaciones automáticas a instancias posteriores, como Nacional —que participó desde cuartos de final— y Racing Club —que pasó desde octavos de final a semifinales—. Todas las llaves se disputaron en ida y vuelta. Como criterios de desempate ante la igualdad de puntos, se utilizaron, en el mencionado orden, la diferencia de goles, la cantidad de goles convertidos como visitante y, en última instancia, los tiros desde el punto penal.
|                               |                               | Equipos que entran en esta fase | Equipos que provienen de la fase anterior                                                        |
| ----------------------------- | ----------------------------- | --- | ------------------------------------------------------------------------------------------------ |
| Octavos de final (12 equipos) | Octavos de final (12 equipos) | - Argentinos Juniors, Boca Juniors, Cruzeiro, Estudiantes (LP), Flamengo, Grêmio, Independiente, Olimpia, Peñarol, Racing Club, River Plate y Santos |                                                                                                  |
| Cuartos de final (6 equipos)  | Cuartos de final (6 equipos)  | - Nacional | - 5 equipos clasificados de los octavos de final                                                 |
| Semifinales (4 equipos)       | Semifinales (4 equipos)       | | - 1 equipos clasificado de los octavos de final - 3 equipos clasificados de los cuartos de final |

## Equipos participantes
| País                      | Equipo                                                                                 | Copas Libertadores ganadas                                                                   |
| ------------------------- | -------------------------------------------------------------------------------------- | -------------------------------------------------------------------------------------------- |
| Argentina 6 participantes | Argentinos Juniors Boca Juniors Estudiantes (LP) Independiente Racing Club River Plate | 1985 1977 – 1978 1968 – 1969 – 1970 1964 – 1965 – 1972 – 1973 – 1974 – 1975 – 1984 1967 1986 |
| Brasil 4 participantes    | Cruzeiro Flamengo Grêmio Santos                                                        | 1976 1981 1983 1962 – 1963                                                                   |
| Paraguay 1 participante   | Olimpia                                                                                | 1979                                                                                         |
| Uruguay 2 participantes   | Nacional Peñarol                                                                       | 1971 – 1980 1960 – 1961 – 1966 – 1982 – 1987                                                 |

### Distribución geográfica de los equipos
Distribución geográfica de las sedes de los equipos participantes:

## Resultados

### Cuadro de desarrollo
|  | Octavos de final             | Octavos de final             | Octavos de final             | Octavos de final             |   |                    | Cuartos de final          | Cuartos de final          | Cuartos de final          | Cuartos de final          |  |               | Semifinales              | Semifinales              | Semifinales              | Semifinales              |   |  | Final            | Final            | Final            | Final            |  |
|  | 10 de febrero al 20 de abril | 10 de febrero al 20 de abril | 10 de febrero al 20 de abril | 10 de febrero al 20 de abril |   |                    | 28 de abril al 18 de mayo | 28 de abril al 18 de mayo | 28 de abril al 18 de mayo | 28 de abril al 18 de mayo |  |               | 25 de mayo al 3 de junio | 25 de mayo al 3 de junio | 25 de mayo al 3 de junio | 25 de mayo al 3 de junio |   |  | 13 y 18 de junio | 13 y 18 de junio | 13 y 18 de junio | 13 y 18 de junio |  |
|  |                              |                              |                              |                              |   |                    |                           |                           |                           |                           |  |               |                          |                          |                          |                          |   |  |                  |                  |                  |                  |  |
|  |                              |                              |                              |                              |   |                    |                           |                           |                           |                           |  |               |                          |                          |                          |                          |   |  |                  |                  |                  |                  |  |
|  | Argentinos Juniors           | 0                            | 2                            | 2                            |   |                    |                           |                           |                           |                           |  |               |                          |                          |                          |                          |   |  |                  |                  |                  |                  |  |
|  | Argentinos Juniors           | 0                            | 2                            | 2                            |   |                    |                           |                           |                           |                           |  |               |                          |                          |                          |                          |   |  |                  |                  |                  |                  |  |
|  | Peñarol                      | 1                            | 0                            | 1                            |   |                    |                           |                           |                           |                           |  |               |                          |                          |                          |                          |   |  |                  |                  |                  |                  |  |
|  | Peñarol                      | 1                            | 0                            | 1                            |   | Argentinos Juniors | 0                         | 0                         | 0                         |                           |  |               |                          |                          |                          |                          |   |  |                  |                  |                  |                  |  |
|  |                              |                              |                              |                              |   | Argentinos Juniors | 0                         | 0                         | 0                         |                           |  |               |                          |                          |                          |                          |   |  |                  |                  |                  |                  |  |
|  |                              |                              | Cruzeiro                     | 1                            | 1 | 2                  |                           |                           |                           |                           |  |               |                          |                          |                          |                          |   |  |                  |                  |                  |                  |  |
|  | Cruzeiro                     | 2                            | Cruzeiro                     | 1                            | 1 | 2                  | 1                         | 3                         |                           |                           |  |               |                          |                          |                          |                          |   |  |                  |                  |                  |                  |  |
|  | Cruzeiro                     | 2                            |                              |                              |   |                    |                           |                           |                           |                           |  |               |                          |                          |                          |                          |   |  |                  |                  |                  |                  |  |
|  | Independiente                | 1                            | 0                            | 1                            |   |                    |                           |                           |                           |                           |  |               |                          |                          |                          |                          |   |  |                  |                  |                  |                  |  |
|  | Independiente                | 1                            | 0                            | 1                            |   |                    |                           |                           |                           |                           |  | Cruzeiro (v.) | 2                        | 1                        | 3                        |                          |   |  |                  |                  |                  |                  |  |
|  |                              |                              |                              |                              |   |                    |                           |                           |                           |                           |  | Cruzeiro (v.) | 2                        | 1                        | 3                        |                          |   |  |                  |                  |                  |                  |  |
|  |                              |                              | Nacional                     | 3                            | 0 | 3                  |                           |                           |                           |                           |  |               |                          |                          |                          |                          |   |  |                  |                  |                  |                  |  |
|  | Flamengo                     | 1                            | Nacional                     | 3                            | 0 | 3                  | 3                         | 4                         |                           |                           |  |               |                          |                          |                          |                          |   |  |                  |                  |                  |                  |  |
|  | Flamengo                     | 1                            |                              |                              |   |                    |                           |                           |                           |                           |  |               |                          |                          |                          |                          |   |  |                  |                  |                  |                  |  |
|  | Estudiantes (LP)             | 1                            | 0                            | 1                            |   |                    |                           |                           |                           |                           |  |               |                          |                          |                          |                          |   |  |                  |                  |                  |                  |  |
|  | Estudiantes (LP)             | 1                            | 0                            | 1                            |   | Flamengo           | 0                         | 0                         | 0                         |                           |  |               |                          |                          |                          |                          |   |  |                  |                  |                  |                  |  |
|  |                              |                              |                              |                              |   | Flamengo           | 0                         | 0                         | 0                         |                           |  |               |                          |                          |                          |                          |   |  |                  |                  |                  |                  |  |
|  |                              |                              | Nacional                     | 3                            | 2 | 5                  |                           |                           |                           |                           |  |               |                          |                          |                          |                          |   |  |                  |                  |                  |                  |  |
|  |                              |                              | Nacional                     | 3                            | 2 | 5                  |                           |                           |                           |                           |  |               |                          |                          |                          |                          |   |  |                  |                  |                  |                  |  |
|  |                              |                              |                              |                              |   |                    |                           |                           |                           |                           |  |               |                          |                          |                          |                          |   |  |                  |                  |                  |                  |  |
|  |                              |                              |                              |                              |   |                    |                           |                           |                           |                           |  |               |                          |                          |                          |                          |   |  |                  |                  |                  |                  |  |
|  |                              |                              |                              |                              |   |                    |                           |                           |                           |                           |  |               |                          | Cruzeiro                 | 1                        | 1                        | 2 |  |                  |                  |                  |                  |  |
|  |                              |                              |                              |                              |   |                    |                           |                           |                           |                           |  |               |                          |                          |                          |                          | 2 |  |                  |                  |                  |                  |  |
|  |                              |                              | Racing Club                  | 2                            | 1 | 3                  |                           |                           |                           |                           |  |               |                          |                          |                          |                          |   |  |                  |                  |                  |                  |  |
|  | River Plate                  | 0                            | Racing Club                  | 2                            | 1 | 3                  | 4                         | 4                         |                           |                           |  |               |                          |                          |                          |                          |   |  |                  |                  |                  |                  |  |
|  | River Plate                  | 0                            |                              |                              |   |                    |                           |                           |                           |                           |  |               |                          |                          |                          |                          |   |  |                  |                  |                  |                  |  |
|  | Olimpia                      | 2                            | 0                            | 2                            |   |                    |                           |                           |                           |                           |  |               |                          |                          |                          |                          |   |  |                  |                  |                  |                  |  |
|  | Olimpia                      | 2                            | 0                            | 2                            |   | River Plate        | 0                         | 3                         | 3                         |                           |  |               |                          |                          |                          |                          |   |  |                  |                  |                  |                  |  |
|  |                              |                              |                              |                              |   | River Plate        | 0                         | 3                         | 3                         |                           |  |               |                          |                          |                          |                          |   |  |                  |                  |                  |                  |  |
|  |                              |                              | Grêmio                       | 1                            | 1 | 2                  |                           |                           |                           |                           |  |               |                          |                          |                          |                          |   |  |                  |                  |                  |                  |  |
|  | Grêmio                       | 0                            | Grêmio                       | 1                            | 1 | 2                  | 2                         | 2                         |                           |                           |  |               |                          |                          |                          |                          |   |  |                  |                  |                  |                  |  |
|  | Grêmio                       | 0                            |                              |                              |   |                    |                           |                           |                           |                           |  |               |                          |                          |                          |                          |   |  |                  |                  |                  |                  |  |
|  | Boca Juniors                 | 1                            | 0                            | 1                            |   |                    |                           |                           |                           |                           |  |               |                          |                          |                          |                          |   |  |                  |                  |                  |                  |  |
|  | Boca Juniors                 | 1                            | 0                            | 1                            |   |                    |                           |                           |                           |                           |  | River Plate   | 1                        | 1                        | 2                        |                          |   |  |                  |                  |                  |                  |  |
|  |                              |                              |                              |                              |   |                    |                           |                           |                           |                           |  | River Plate   | 1                        | 1                        | 2                        |                          |   |  |                  |                  |                  |                  |  |
|  |                              |                              | Racing Club                  | 2                            | 1 | 3                  |                           |                           |                           |                           |  |               |                          |                          |                          |                          |   |  |                  |                  |                  |                  |  |
|  | Santos                       | 0                            | Racing Club                  | 2                            | 1 | 3                  | 0                         | 0                         |                           |                           |  |               |                          |                          |                          |                          |   |  |                  |                  |                  |                  |  |
|  | Santos                       | 0                            |                              |                              |   |                    |                           |                           |                           |                           |  |               |                          |                          |                          |                          |   |  |                  |                  |                  |                  |  |
|  | Racing Club                  | 2                            | 0                            | 2                            |   |                    |                           |                           |                           |                           |  |               |                          |                          |                          |                          |   |  |                  |                  |                  |                  |  |
|  | Racing Club                  | 2                            | 0                            | 2                            |   | Racing Club        | -                         | -                         | -                         |                           |  |               |                          |                          |                          |                          |   |  |                  |                  |                  |                  |  |
|  |                              |                              |                              |                              |   | Racing Club        | -                         | -                         | -                         |                           |  |               |                          |                          |                          |                          |   |  |                  |                  |                  |                  |  |
|  |                              |                              | Libre                        | -                            | - | -                  |                           |                           |                           |                           |  |               |                          |                          |                          |                          |   |  |                  |                  |                  |                  |  |
|  |                              |                              | Libre                        | -                            | - | -                  |                           |                           |                           |                           |  |               |                          |                          |                          |                          |   |  |                  |                  |                  |                  |  |
|  |                              |                              |                              |                              |   |                    |                           |                           |                           |                           |  |               |                          |                          |                          |                          |   |  |                  |                  |                  |                  |  |
|  |                              |                              |                              |                              |   |                    |                           |                           |                           |                           |  |               |                          |                          |                          |                          |   |  |                  |                  |                  |                  |  |
|  |                              |                              |                              |                              |   |                    |                           |                           |                           |                           |  |               |                          |                          |                          |                          |   |  |                  |                  |                  |                  |  |
|  |                              |                              |                              |                              |   |                    |                           |                           |                           |                           |  |               |                          |                          |                          |                          |   |  |                  |                  |                  |                  |  |

- Nota: En cada llave, el equipo que ocupa la primera línea es el que definió la serie como local.

### Octavos de final
| Equipo 1         | Agr. | Equipo 2           | Ida | Vuelta |
| ---------------- | ---- | ------------------ | --- | ------ |
| Peñarol          | 1–2  | Argentinos Juniors | 1–0 | 0–2    |
| Independiente    | 1–3  | Cruzeiro           | 1–2 | 0–1    |
| Estudiantes (LP) | 1–4  | Flamengo           | 1–1 | 0–3    |
| Olimpia          | 2–4  | River Plate        | 2–0 | 0–4    |
| Boca Juniors     | 1–2  | Grêmio             | 1–0 | 0–2    |
| Racing Club      | 2–0  | Santos             | 2–0 | 0–0    |

### Cuartos de final
| Equipo 1 | Agr. | Equipo 2           | Ida | Vuelta |
| -------- | ---- | ------------------ | --- | ------ |
| Cruzeiro | 2–0  | Argentinos Juniors | 1–0 | 1–0    |
| Nacional | 5–0  | Flamengo           | 3–0 | 0–2    |
| Grêmio   | 2–3  | River Plate        | 1–0 | 1–3    |

### Semifinal
| Equipo 1    | Agr.    | Equipo 2    | Ida | Vuelta |
| ----------- | ------- | ----------- | --- | ------ |
| Nacional    | 3–3 (v) | Cruzeiro    | 3–2 | 0–1    |
| Racing Club | 3–2     | River Plate | 2–1 | 1–1    |

### Final
| Equipo 1    | Agr. | Equipo 2 | Ida | Vuelta |
| ----------- | ---- | -------- | --- | ------ |
| Racing Club | 3–2  | Cruzeiro | 2–1 | 1–1    |

|                                 |
| Bandera de Argentina            |
| Campeón Racing Club 1.er título |

## Estadísticas

### Clasificación general
| Pos. | Equipo             | Pts | PJ | PG | PE | PP | GF | GC | Dif. | Rend.  |
| ---- | ------------------ | --- | -- | -- | -- | -- | -- | -- | ---- | ------ |
| 1    | Racing Club        | 9   | 6  | 3  | 3  | 0  | 8  | 4  | 4    | 75%    |
| 2    | Cruzeiro           | 11  | 8  | 5  | 1  | 2  | 10 | 7  | 3    | 68,75% |
| 3    | Nacional           | 6   | 4  | 3  | 0  | 1  | 8  | 3  | 5    | 75%    |
| 4    | River Plate        | 5   | 6  | 2  | 1  | 3  | 9  | 7  | 2    | 41,66% |
| 5    | Grêmio             | 4   | 4  | 2  | 0  | 2  | 4  | 4  | 0    | 50%    |
| 6    | Flamengo           | 3   | 4  | 1  | 1  | 2  | 4  | 6  | −2   | 37,50% |
| 7    | Argentinos Juniors | 2   | 4  | 1  | 0  | 3  | 2  | 3  | −1   | 25%    |
| 8    | Boca Juniors       | 2   | 2  | 1  | 0  | 1  | 1  | 2  | −1   | 50%    |
| 9    | Peñarol            | 2   | 2  | 1  | 0  | 1  | 1  | 2  | −1   | 50%    |
| 10   | Olimpia            | 2   | 2  | 1  | 0  | 1  | 2  | 4  | −2   | 50%    |
| 11   | Santos             | 1   | 2  | 0  | 1  | 1  | 0  | 2  | −2   | 25%    |
| 12   | Estudiantes (LP)   | 1   | 2  | 0  | 1  | 1  | 1  | 4  | −3   | 25%    |
| 13   | Independiente      | 0   | 2  | 0  | 0  | 2  | 1  | 3  | −2   | 0%     |

### Goleadores
| Jugador                 | Club        | Goles |
| ----------------------- | ----------- | ----- |
| Antonio Alzamendi       | River Plate | 4     |
| Sergio Olivera          | Nacional    | 4     |
| Bebeto                  | Flamengo    | 3     |
| Walter René Fernández   | Racing Club | 3     |
| Robson                  | Cruzeiro    | 3     |
| Miguel Ángel Colombatti | Racing Club | 2     |
| Lima                    | Grêmio      | 2     |
| Jorge da Silva          | River Plate | 2     |
| William Castro          | Nacional    | 2     |
| Heriberto               | Cruzeiro    | 2     |